# 科西嘉民族解放阵线
科西嘉民族解放阵线（缩写为）是一个主要活动于科西嘉岛的军事组织。他们的行动主要针对法国，以争取科西嘉岛成为独立国家为最终目的，包括要求法国政府将其被关押的成员移送到科西嘉岛服刑等。法国政府视其为恐怖组织。

## 历史
该组织成立于1976年，至今已制造数以千计的冲突。由于其内部各派有矛盾，内斗不断，造成多人死亡，不过後來缓和许多，转而一致对外。在1996年1月的一次新闻发布会上，共有600多武装人员出席。

## 军事行动
常见的行动包括制造爆炸案、抢劫银行和向商店收取“革命税”等。他们的目标主要是象征法国统治的公共建筑、银行、旅游设施和军事设施等。